# Gramática normativa
Chama-se gramática normativa ou prescritiva a gramática que busca ditar ou prescrever as regras gramaticais de uma língua, posicionando as suas prescrições como a única forma correta de realização da língua e categorizando as outras formas possíveis como erradas. Frequentemente, as gramáticas normativas se baseiam nos dialetos utilizados por falantes mais prestigiados de uma comunidade linguística.
A gramática é dividida em: fonologia, morfologia e sintaxe.
Fonologia: estudo dos fonemas, letras e pontos de articulação. É o ramo da linguística que estuda o sistema sonoro de um idioma, do ponto de vista de sua função no sistema de comunicação linguística. Esta é uma área muito relacionada com a fonética, mas as duas têm focos de estudo diferentes.
- ortoépia – estuda a correta pronúncia dos vocábulos;
- prosódia – estuda a determinação da sílaba tônica, do ritmo e da melodia da fala;
- ortografia – estuda a representação da escrita da língua.

Morfologia: estudo da composição dos vocábulos, das classes de palavras e das classes gramaticais. É a parte da gramática que estuda as palavras observadas isoladamente. Estuda a estrutura e a formação das palavras, suas flexões e sua classificação. Então, é a partir desses elementos que formam a palavra que se dá o nome de elementos mórficos ou morfemas.
Sintaxe: estuda da relação entre palavras de uma oração e relação entre as orações de um período. A sintaxe preocupa-se com a função de cada termo da oração.
- concordância – trata da relação entre sujeito e verbo (concordância verbal) e da relação entre nomes (concordância nominal). Neste último caso, trata das relações entre substantivo em relação ao artigo, adjetivo, numeral, etc.);
- regência – trata da relação entre verbos e preposições (regência verbal) e nome e preposições (regência nominal);
- colocação – trata da colocação de certas palavras na frase.
  - pronominal: próclise, mesóclise, ênclise.